# Stirn

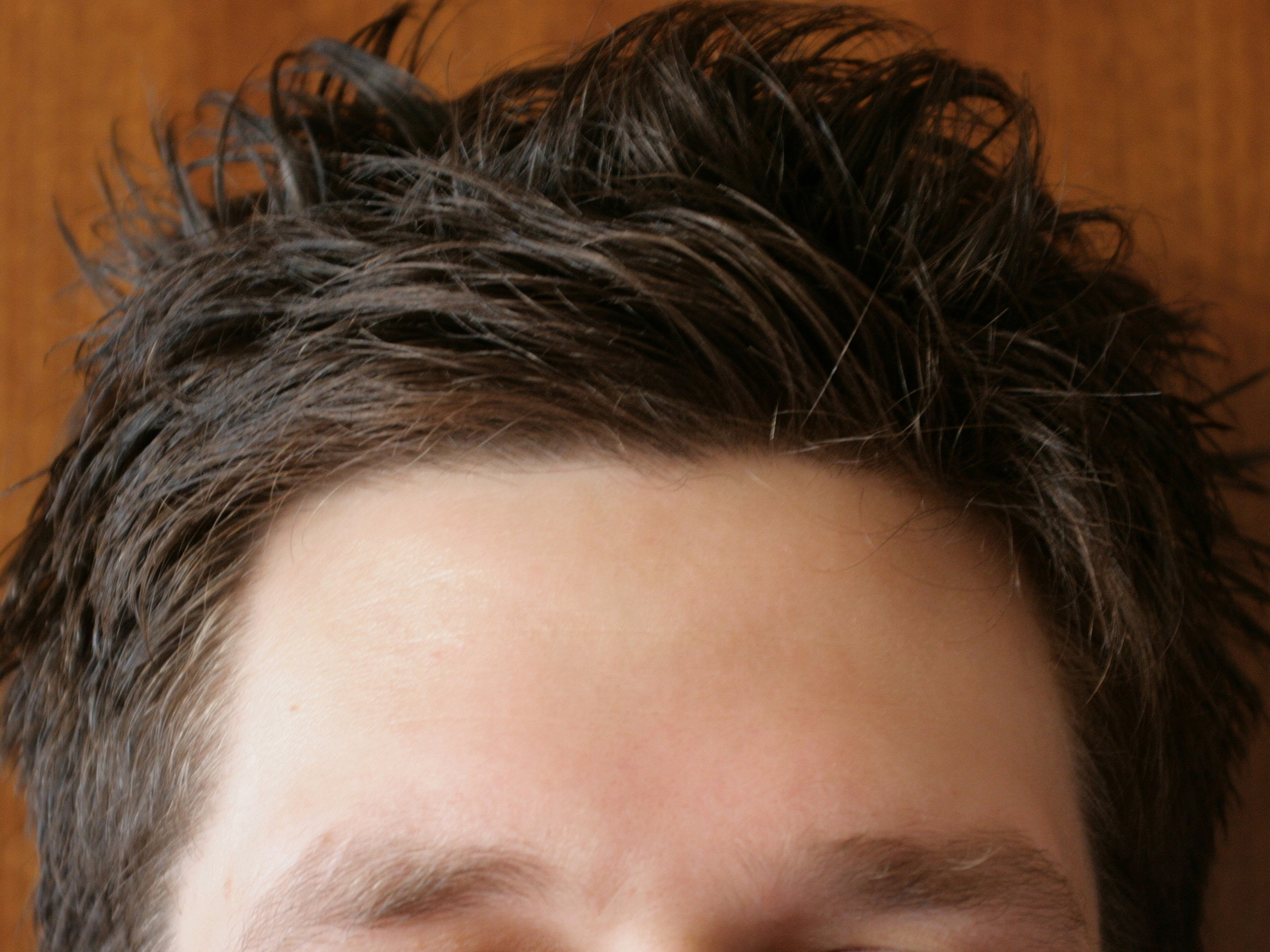
Stirn eines jungen Mannes

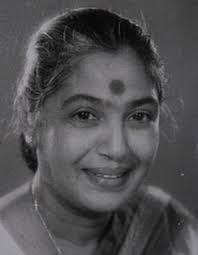
Inderin mit Bindi auf der Stirn

Mit Stirn (Plural Stirnen, lateinisch Frons; auch Vorhaupt oder Vorderhaupt) wird der über den Augen liegende Teil des Gesichts von Menschen, Säugetieren und anderen Tieren bezeichnet. Die entsprechende Kopfregion wird als Regio frontalis bezeichnet.
Die Stirn beginnt beim Menschen über den Augenhöhlen und endet am Haaransatz. Seitlich wird sie von den Schläfen begrenzt. Die knöcherne Grundlage der Stirn nennt man Stirnbein (Os frontale), in der sich die paarige Stirnhöhle (auch Stirnbeinhöhle, Sinus frontalis), eine Nebenhöhle der Nase befindet.
Beim sogenannten Stirnrunzeln bilden sich Falten auf der Stirn, die im höheren Alter immer deutlicher hervortreten. Diese Bewegung der Stirnhaut wird durch einen mimischen Muskel, den Musculus frontalis ermöglicht. Manche Menschen versuchen, aus den Faltenlinien der Stirn Rückschlüsse auf den Menschen zu ziehen (→ Metoposkopie).

## Redewendungen
- einer Sache die Stirn bieten = unerschrocken einer Sache entgegentreten
- er hat die Stirn, zu behaupten... = er ist so dreist (unverschämt) zu behaupten...
- eine hohe Stirn haben = scherzhaft für: eine Glatze haben
- in Schillers „Lied von der Glocke“ lautet eine vielzitierte Zeile: „Von der Stirne heiß, rinnen muß der Schweiß“
- etwas mit eisener Stirn tun = unerschütterlich; unerbittlich

In manchen Kulturkreisen besonders in Indien wird die Stirn der Frau, manchmal auch die des Mannes, mit einer Bemalung, einem Bindi, versehen. 
Als Stirn oder auch Stirnseite wird oft die Frontseite oder die Vorderseite eines Gegenstandes oder eines Gebäudes bezeichnet.